# Sollia kyrka
Sollia kyrka (norska: Sollia kirke) är en kyrkobyggnad i Stor-Elvdals kommun i Innlandet fylke i östra Norge. Runt kyrkan finns en kyrkogård som är omgiven av en stenmur. Nedanför vägen som leder till kyrkan finns en kyrkstuga.

## Kyrkobyggnaden
Under 1600-talet uppfördes bebyggelse i Sollia i Atnedalen. Någon kyrka fanns inte i närheten och att färdas över fjällen till Ringebu stavkyrka var problematiskt, speciellt på vintern. En vinter omkom flera människor när de var på väg till kyrkan och efter denna händelse fattades beslut att bygga en kyrka i Sollia. Utan några ritningar uppförde Jon Jonsen en träkyrka som invigdes den 7 september 1738.
Kyrkan har en stomme av liggtimmer och består av ett långhus med kor i öster och en sakristia öster om koret. I väster finns ett vidbyggt vapenhus. Mitt på långhusets sadeltak står en takryttare med tornspira. Kyrkorummet och inventarier är målade av den svenske dekorationsmålaren Erich Wallin som har skrivit årtalet 1745 över ingången till koret.
Befolkningen i trakten ökade och år 1840 byggdes kyrkan ut mot väster med vapenhus och senare byggdes sakristian. Kyrkorummets fönster förstorades år 1864. Under kyrkan inreddes år 1964 ett bårrum med ingång under sakristian.

## Inventarier
- Nuvarande dopfunt är snidad av Håkon Nesset och tagen i bruk år 1926.
- Altartavlan är utförd av Gert Isachsen Reinert och har figurer föreställande den korsfäste Kristus omgiven av Maria och Johannes.
- Predikstolen i renässansstil är från 1740-talet och har påmålat årtalet 1745. Korg och ljudtak är båda åttakantiga.
- Första orgeln var ett harmonium som tillkom år 1914. Nuvarande orgel tillkom 1963 och är tillverkad av Norsk Orgel- og Harmoniumfabrikk i Snertingdal.
- En kyrkklocka köptes in år 1740, men man var inte nöjd med den. En ny klocka köptes in år 1758, men år 1769 sändes den till Köpenhamn för omgjutning. Klockan togs i bruk år 1770 och används än idag.